# EE-3 Jararaca
ENGESA EE-3 Jararaca je brazilské kolové průzkumné vozidlo. Mezi výrobky firmy ENGESA patří EE-3 Jararaca k těm nejhorším.[zdroj⁠?!] Všech vytvořených 63 kusů používají armády Uruguaye (16 kusů), Kypru (15 kusů), Gabonu (12 kusů), Guineje (10 kusů) a Ekvádoru (10 kusů). Brazílie používá jen dva prototypy.